# Gemenele
Gemenele – wieś w Rumunii, w okręgu Braiła, w gminie Gemenele. W 2011 roku liczyła 1628 mieszkańców.